# Sous-division
En systématique, on nomme sous-division, sous-embranchement ou sous-phylum le rang taxinomique intermédiaire, immédiatement inférieur au rang principal division (embranchement ou phylum) de la Classification scientifique des espèces traditionnelle des êtres vivants (voir classification classique).
Le nom universel (latin) du rang est Subdivisio ou Subphyum, qui est rendu en français par deux termes synonymes, mais non interchangeables (l'un ou l'autre étant utilisé de manière codifiée selon les disciplines) : sous-embranchement est utilisé en botanique alors que sous-division est utilisé en mycologie, par exemple. Le terme de subphylum est également utilisé en synonyme, indifféremment de la spécialité.
On ne confondra pas ces noms de rangs avec : 
- l'expression courante « subdivision d'une famille », qui ne s'applique qu'aux taxons de rang intermédiaire entre la famille et le genre
- l'expression « subdivision d'un genre » qui ne s'applique qu'aux taxons de rang intermédiaire entre le genre et l'espèce.

## Terminaisons latines indiquant le rang
- Le nom des taxons au rang de sous-embranchement se termine par le suffixe -phytina pour le règne végétal (plantes et algues).
- Le nom des taxons au rang de sous-division par le suffixe -mycotina pour le règne fongique (champignons).
- Pour le règne animal, des suffixes par défaut sont seulement mis en place en dessous du rang de super-famille (ICZN article 27.2).

Exemples :
- champignon : Basidiomycotina, Ascomycotina
- animal : Crustacea, Tunicata, Vertebrata

## Autres rangs taxinomiques
Les rangs taxonomiques utilisés en systématique linnéenne pour indiquer la hiérarchie entre les taxons nommés dans la classification du monde vivant sont les suivants (par ordre décroissant) :
- Super-règne, Empire, Domaine (Superregnum, Imperium, Dominium)
- Règne (Regnum)
- Sous-règne (Subregnum)
- Rameau (Ramus, « branch » en anglais)
- Infra-règne (Infraregnum)
  - Super-embranchement, Super-division (Superphylum, Superdivisio)
  - Embranchement, Division (Phylum, Divisio)[2]
  - Sous-embranchement, Sous-division (Subphylum, Subdivisio)
  - Infra-embranchement (Infraphylum)
  - Micro-embranchement (Microphylum)
    - Super-classe (Superclassis)
    - Classe (Classis)
    - Sous-classe (Subclassis)
    - Infra-classe (Infraclassis)
      - Super-ordre (Superordo)
      - Ordre (Ordo)
      - Sous-ordre (Subordo)
      - Infra-ordre (Infraordo)
      - Micro-ordre (Microordo)
        - Super-famille (Superfamilia)
        - Famille (Familia)
        - Sous-famille (Subfamilia)
        - Super-tribu (Supertribus)
        - Tribu (Tribus)
        - Sous-tribu (Subtribus)
          - Genre (Genus)
          - Sous-genre (Subgenus)
          - Section (Sectio)
          - Sous-section (Subsectio)
            - Espèce (Species)
            - Sous-espèce (subspecies) – dernier rang zoologique officiel[3]
            - Variété (varietas) – race étant un rang zoologique informel[3]
            - Sous-variété (subvarietas) – sous-race étant un rang zoologique informel[3]
            - Forme (forma) dernier rang en mycologie – forme étant un rang zoologique informel
            - Sous-forme (subforma)